# Орели Дипон
Орели Дипон (фр. Aurélie Dupont; Париз, 15. јануар 1973) је француска примабалерина, првакиња Балета париске опере.

## Биографија
Рођена је у Паризу, 1973. године. Када је била мала, желела је да буде пијанисткиња — али ни једног Божића, клавир није стизао као поклон, иако је била добра. Са десет година родитељи су је уписали на балет, у школу при Париској опери — тако је делимично испунила себи жељу, знала је да свака балетска сала има клавир.

## Каријера
Године 1989, по завршетку школовања бива примљена у ансамбл Париске опере, а 1998. постаје примабалерина, након одличне интерпретације улоге Китри у балету Дон Кихот.
Остале значајне улоге — Бајадера, Силвија, Жизела, Јулија, Аурора, Рајмонда.